# Калашников, Андрей Николаевич
Андрей Николаевич Калашников (укр. Андрій Миколайович Калашников; род. 20 ноября 1964, Киев) — советский и украинский борец греко-римского стиля, призёр Олимпийских игр 1996 года.

## Биография
Калашников — воспитанник специализированной детско-юношеской спортивной школы олимпийского резерва Киевского облсовета «Колос», он начал заниматься греко-римской борьбой в 1977 году под руководством Василия Тимофеевича Берчука. В 1989 году, окончив Национальный университет физического воспитания и спорта, Калашников получил диплом тренера, но продолжал участвовать в соревнованиях.
Чемпион (Тампере, Финляндия, 1987; Будапешт, 1996), серебряный (Стамбул, 1993) и бронзовый (Париж, 1995) призёр чемпионатов Европы; бронзовый призёр чемпионата мира 1994 года в Тампере. Трёхкратный обладатель Кубка мира (1988, 1990, 1994). Трёхкратный чемпион СССР (1988, 1989, 1991), чемпион Спартакиады народов СССР 1991 года.
На XXVI Олимпийских играх в Атланте в 1996 году Калашников завоевал бронзовую медаль, стал заслуженным мастером спорта. На Олимпиаде в Сиднее он, сменив весовую категорию, занял четвёртое место.
Работал тренером сборной команды Украины по греко-римской борьбе (2001—2002). С 2003 года — тренер Киевской областной школы высшего спортивного мастерства. Вице-президент Федерации борьбы на поясах (с 2006 года).